# Cinéma mauricien

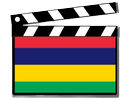
Un clap aux couleurs du drapeau mauricien.

Le cinéma mauricien se rapporte aux films réalisés dans la république de Maurice ou par des cinéastes ou des sociétés liés à l'île Maurice. Le cinéma mauricien n'a pas de tradition ni d'organisation établies de longue date et continues. Toutefois, des efforts ont été déployés récemment pour encourager les cinéastes internationaux à tourner sur l'île et à créer une industrie cinématographique locale. Des films occidentaux aussi bien qu'indiens forment l'essentiel du cinéma visionné par les Mauriciens.

## Tournages à Maurice
Le cinéma à l'île Maurice a commencé par des « tentatives sporadiques de réaliser des films familiaux dans les années 1950 ». En 1986, la Mauritius Film Development Corporation (MFDC) est créée, sous l'égide du ministère des Arts et de la Culture, pour encourager le développement d'une industrie cinématographique à l'île Maurice. La MFDC a aidé les réalisateurs étrangers à obtenir des permis de tournage sur l'île. La popularité du film musical indien Laisse parler ton cœur, tourné à Maurice en 1997, a incité d'autres producteurs de Bollywood à profiter des paysages de l'île. Cependant, pendant longtemps, le MFDC n'a pas eu la stabilité organisationnelle nécessaire pour fournir un soutien constant aux cinéastes locaux. En 2007 se crée Île Courts (en), le Festival international du court métrage de Maurice, géré par l'organisation à but non lucratif Porteurs d'Images. En 2013, un système de réductions de prix du billet sur les films a été mis en place pour inciter financièrement les cinéastes locaux et internationaux à tourner sur l'île, et les conditions de la réduction ont été prolongées en 2016,,. En octobre 2017, le gouvernement a lancé une Semaine du cinéma à Maurice, et une deuxième édition de l'événement a eu lieu en 2018. D'autres développements récents comprennent la création d'une école de cinéma privée en 2019, ainsi que d'autres festivals.
Ni chaînes ni maîtres, un film français de Simon Moutaïrou qui se déroule en Isle de France en 1759, est tourné à Maurice du 2 mai au 23 juin 2023.

## Diffusion et projection de films

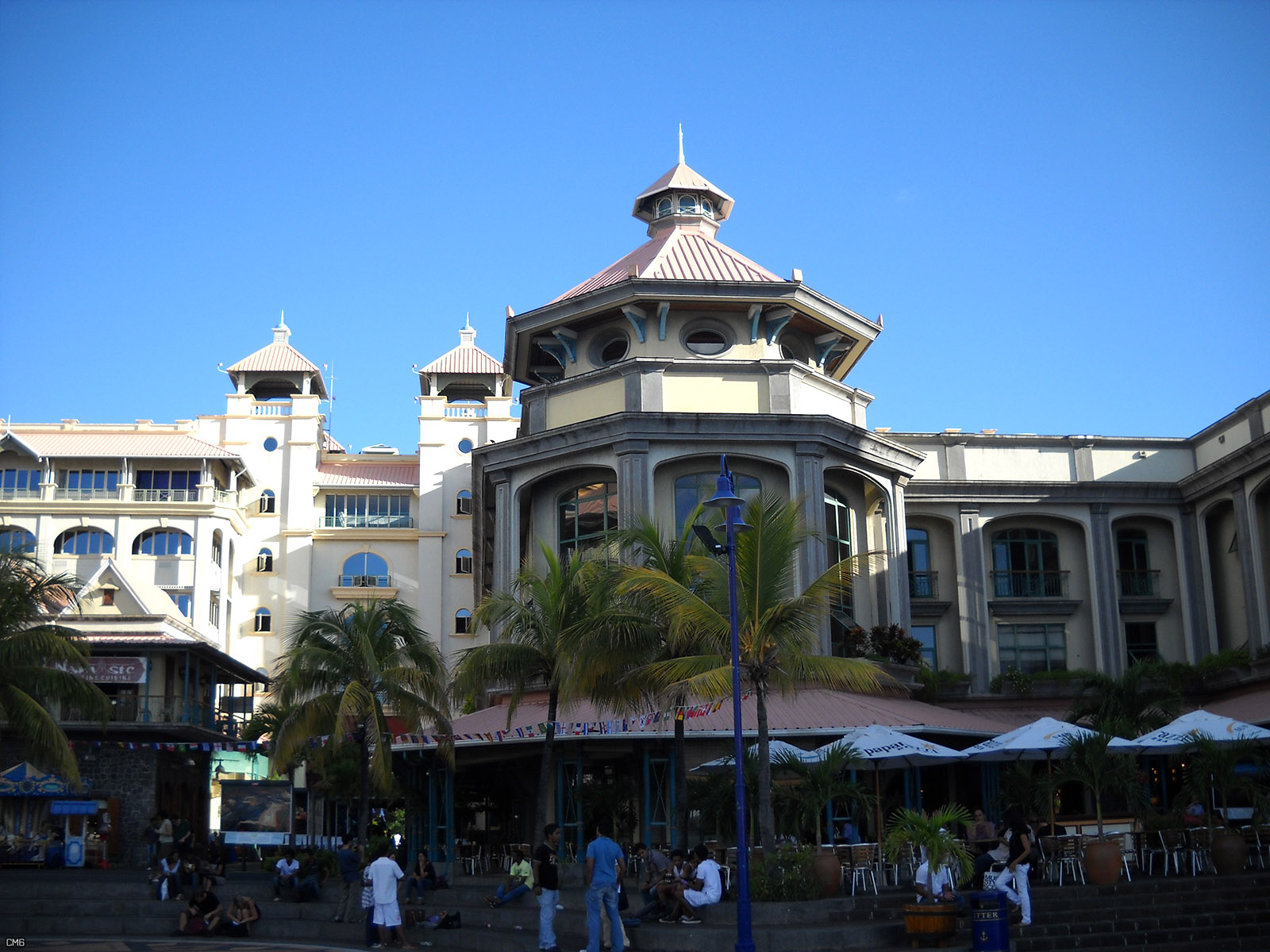
Cinéma Star à Maurice

À Maurice, les films sont principalement diffusés ou projetés en français, même si quelques-uns le sont en anglais ou en différentes langues indiennes. En 2006, Bénarès, réalisé et écrit par Barlen Pyamootoo, est devenu le premier film tourné en créole mauricien.
Le cinéma Star, situé dans le centre commercial Bagatelle à Moka, comprend six salles, avec une capacité totale de 1 200 places. Parmi les autres cinémas figurent le Ciné Klassic et le Cinéma Star au Caudan Waterfront, ainsi que le Cinéma ABC à Beau Bassin-Rose Hill.

## Liste de films mauriciens
- Argile et la flamme, L' (1981)
- Bénarès (2004)
- Bikhre Sapne (1975)
- Blue Penny (2023)
- Cathédrale, La (2006)
- Cavadée à l'île Maurice, Le (1990)
- C'est la vie (2003)
- Charrette, La (1977)
- Conversations at Sea (1981)
- Disco Afrika : une histoire malgache (2023) Maurice/France/Madagascar/Allemagne/Afrique du Sud/Qatar, de Luck Razanajaona
- Documentary on MGI (1990)
- Eduction, L' (1987)
- Elections generales (1982)
- Embarrass du choix, L' (1972)
- Environmental and Geographical Studies of Mauritius (1986)
- Et le sourire revient (1980)
- Film on Stress (1990)
- Frames of Reference (2001) (TV)
- Goodbye My Love (1986/I)
- Habitat, L' (1978)
- Ik banjara (1978)
- Immigrés en France (1982)
- Invitation au voyage (1990)
- Île Maurice, enn novo sime (1983)
- Île Maurice, perle de l'océan indien (1973)
- Khudgarz (1986)
- Le Rêve de Rico (2001)[15]
- Lonbraz Kann, de David Constantin, Maurice/Île de la Réunion/France (2014)
- Lucy, A (1993)
- Lockdown in Mauritius, de Khem Ramphul (2020)
- Maîtres de leur destinée (1978)
- Malcolm le tailleur des visions, France-Ile Maurice, par Khal Torabully
- La Mémoire maritime des Arabes, France, Oman, Ile Maurice, par Khal Torabully
- Mr Sujeewon, The Daredevil (2014)
- Nés de la mer (1988)
- Objectif energie (1983)
- Objectif energie (1987)
- Pic Pic, nomade d'une Ile, ZIFF Award, par Khal Torabully
- Portrait d'un chef d'état, Le (1982)
- Le Rythme de la jungle (2020), Maurice/Afrique du Sud, par Brent Dawes
- Sarl (1986)
- Séga à l'île Maurice, Le (1990)
- Tara (1978)
- Trou d'eau douce (1980)